# Papeete
Papeete o Papeeté (en tahitiano: Pape'ete, «Agua de la cesta») es una ciudad situada en la isla de Tahití, en la Polinesia Francesa. Es la capital y localidad más grande del archipiélago, con una población de aproximadamente 27 635 habitantes (censo de 2002), población aumentada en 100 000 habitantes si se cuenta el área metropolitana. Después de Numea, la capital de Nueva Caledonia, es la ciudad francófona más grande de Oceanía.

## Historia
La zona que ahora constituye Papeete fue colonizada por el británico William Cook, misionero de la Sociedad Misionera de Londres en 1818. La reina Pōmare IV de Tahití trasladó su corte a Papeete y la hizo su capital a finales de 1820, con lo que la localidad creció y se convirtió en uno de los principales centros regionales de transporte marítimo. Papeete se mantiene como capital de Tahití, después de que Francia se hiciera con el control del archipiélago y lo convirtiera en un protectorado en 1842.
La mitad de la localidad fue destruida por un gran incendio en 1884, y desde entonces se prohíbe el uso de materiales de construcción autóctonos. Un gran ciclón causó grandes daños a la ciudad en 1906.

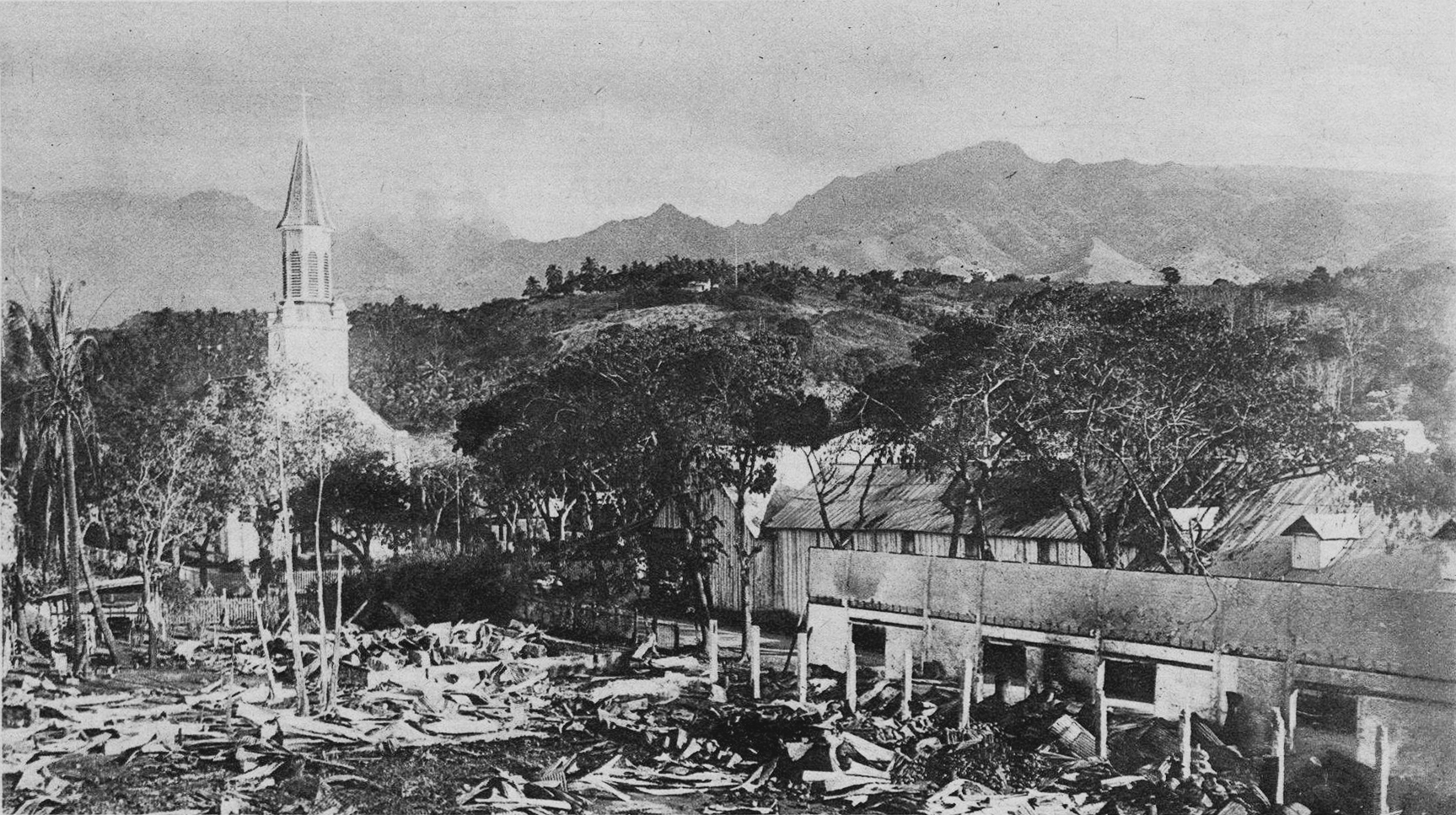
Destrozos tras el bombardeo de Papeete, capital de Tahití, por buques alemanes bajo mando de Maximilian von Spee en 1914.

El 22 de septiembre de 1914, en plena Primera Guerra Mundial, los buques alemanes Scharnhorst y Gneisenau bombardearon la ciudad, provocando grandes daños. Durante este episodio resultó hundido el cañonero francés Zélée, que se encontraba en el puerto.
El crecimiento de la ciudad se vio impulsado por la decisión de trasladar el ensayo de armas nucleares desde Argelia a los atolones de Mururoa y Fangataufa, a unos 1500 km al este de Tahití. Esto originó, en particular, en el desarrollo de la ciudad, el único aeropuerto internacional en la Polinesia Francesa.
El 5 de septiembre de 1995, el gobierno de Jacques Chirac reanudó la última serie de ensayos nucleares y detonaciones frente a las costas de Mururoa (situado también en la Polinesia Francesa). Esto provocó violentos disturbios durante dos días que sumieron a la ciudad en el caos. Los manifestantes, en su mayoría independentistas, atacaron sobre todo intereses franceses, dañaron el aeropuerto internacional, además de 40 personas heridas y el alejamiento del turismo por temor a las revueltas. (Similares disturbios se produjeron después del otro ensayo nuclear francés en la misma zona en 1987.)

## Climatología
| Parámetros climáticos promedio de Pape'ete | Parámetros climáticos promedio de Pape'ete | Parámetros climáticos promedio de Pape'ete | Parámetros climáticos promedio de Pape'ete | Parámetros climáticos promedio de Pape'ete | Parámetros climáticos promedio de Pape'ete | Parámetros climáticos promedio de Pape'ete | Parámetros climáticos promedio de Pape'ete | Parámetros climáticos promedio de Pape'ete | Parámetros climáticos promedio de Pape'ete | Parámetros climáticos promedio de Pape'ete | Parámetros climáticos promedio de Pape'ete | Parámetros climáticos promedio de Pape'ete | Parámetros climáticos promedio de Pape'ete |
| Mes                                        | Ene.                                       | Feb.                                       | Mar.                                       | Abr.                                       | May.                                       | Jun.                                       | Jul.                                       | Ago.                                       | Sep.                                       | Oct.                                       | Nov.                                       | Dic.                                       | Anual                                      |
| ------------------------------------------ | ------------------------------------------ | ------------------------------------------ | ------------------------------------------ | ------------------------------------------ | ------------------------------------------ | ------------------------------------------ | ------------------------------------------ | ------------------------------------------ | ------------------------------------------ | ------------------------------------------ | ------------------------------------------ | ------------------------------------------ | ------------------------------------------ |
| Temp. máx. media (°C)                      | 30.3                                       | 30.5                                       | 30.8                                       | 30.6                                       | 29.9                                       | 28.9                                       | 28.3                                       | 28.2                                       | 28.6                                       | 29.1                                       | 29.5                                       | 29.8                                       | 29.5                                       |
| Temp. mín. media (°C)                      | 23.4                                       | 23.5                                       | 23.5                                       | 23.3                                       | 22.5                                       | 21.2                                       | 20.8                                       | 20.5                                       | 21.0                                       | 21.9                                       | 22.6                                       | 23.1                                       | 22.3                                       |
| Lluvias (mm)                               | 315.2                                      | 233.0                                      | 195.3                                      | 140.8                                      | 92.0                                       | 60.2                                       | 60.5                                       | 48.0                                       | 46.3                                       | 90.8                                       | 162.1                                      | 317.0                                      | 1761.2                                     |
| Horas de sol                               | 215.5                                      | 199.2                                      | 226.0                                      | 230.3                                      | 228.6                                      | 220.0                                      | 235.2                                      | 251.1                                      | 241.6                                      | 232.1                                      | 208.7                                      | 196.6                                      | 2684.9                                     |
| Fuente: NOAA                               |                                            |                                            |                                            |                                            |                                            |                                            |                                            |                                            |                                            |                                            |                                            |                                            |                                            |

## Demografía
| Gráfica de evolución demográfica de Papeete entre 1971 y 2012 |
|                                                               |

## Transporte

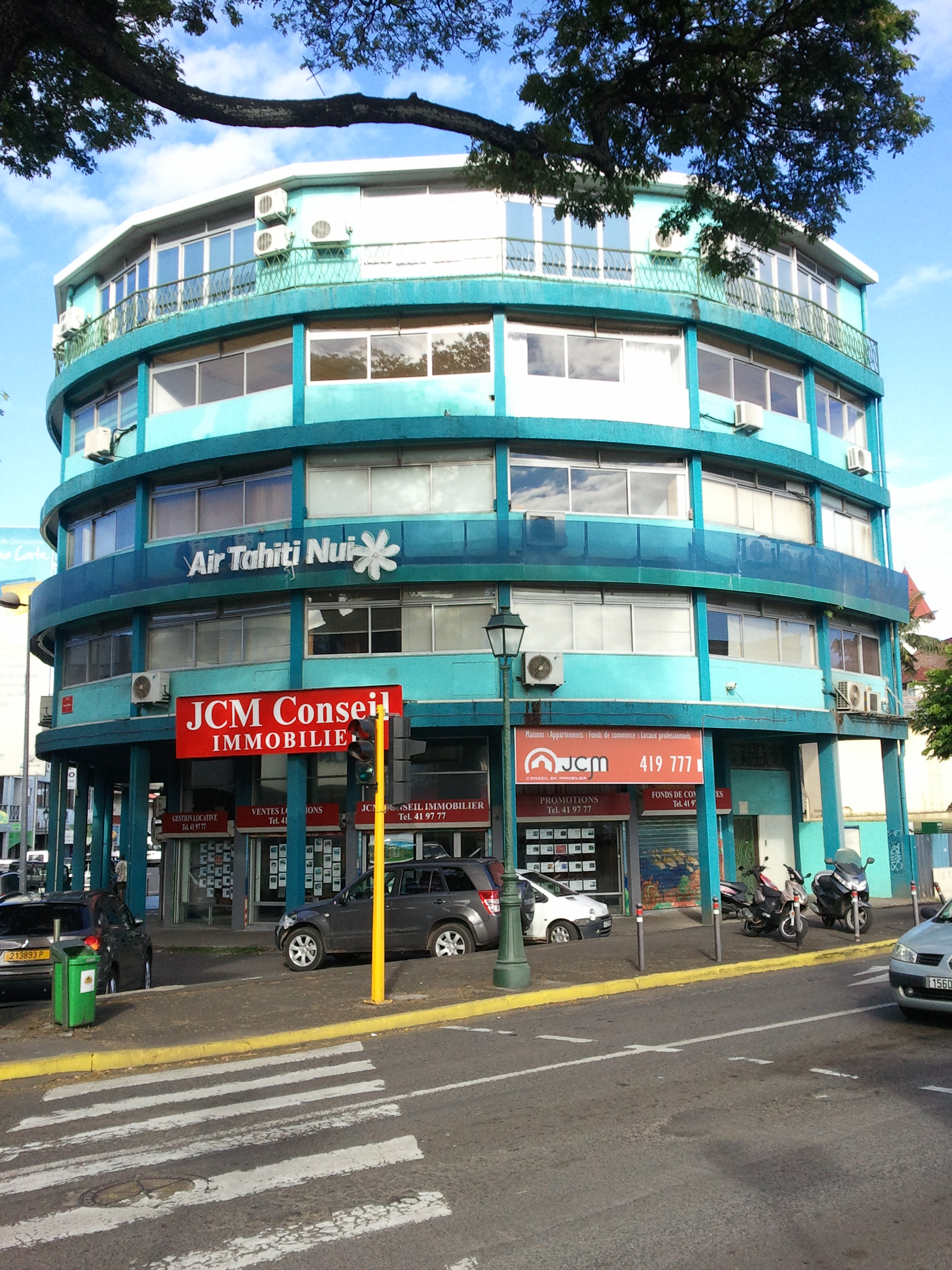
Edificio Dexter, sede de Air Tahiti Nui.

Hay calles muy transitadas en el centro de la ciudad. A veces, el tráfico puede ser un problema ya que las calles son demasiado pequeñas. Por aire, la gente usa el Aeropuerto Internacional de Faa'a. Desde allí se puede tomar Air Tahiti Nui para ir a otra isla del territorio o tomar un avión para salir al exterior. Por el mar, se puede tomar un ferry para ir a Moorea o a Bora Bora.
Los turistas llegan y salen a través de cruceros al puerto de Papeete o en las líneas aéreas nacionales que operan en el Aeropuerto Internacional de Faa'a, que se completó y se inauguró en 1962.
Las carreteras principales son los tres carriles del "Boulevard Pomare" a lo largo de la ciudad, enfrente del puerto, que se extiende en un tramo a cuatro carriles.

## Economía
El Marché Papeete ("Mercado municipal") es un famoso punto de referencia en Tahití. En el mercado se venden aceites, artesanías y diversos artículos de recuerdo, entre otros.

## Deporte
En esta ciudad se llevó a cabo la Copa Mundial de Fútbol Playa FIFA 2013, del 18 al 28 de septiembre del mismo año.

## Personas destacadas
- Marama Vahirua, futbolista tahitiano-francés

### En relación con la ciudad
- El escritor Herman Melville fue un convicto en Papeete en 1842; sus experiencias allí fueron la base de su novela Omú.
- Paul Gauguin viajó en 1891 a Papeete, y no regresó a Francia —con excepción en los años 1893 a 1895—.
- Robert Louis Stevenson y Henry Adams pasaron algún tiempo por 1891, en Papeete.
- Joe Dassin falleció aquí, en 1980.

## Monumentos y lugares de interés
- La panorámica frente al mar.
- Bougainville Park. Anteriormente era llamado Albert Park, en honor a un antiguo rey belga y de la Primera Guerra Mundial. Su nombre actual es el nombre de Louis Antoine de Bougainville, primer explorador francés en circunnavegar el globo terráqueo.
- Catedral de Papeete.
- Asamblea Territorial. Es el corazón del gobierno de la Polinesia y contiene el edificio de la Asamblea Territorial, la residencia del Alto Comisionado, así como una casa club, siendo popular por Paul Gauguin. También fue una vez el lugar de la residencia real y el palacio de la reina Pomare IV de Tahití, que gobernó desde 1827 hasta 1877.
- Palacio presidencial.
- Templo Tahití Papeete de la Iglesia de Jesucristo de los Santos de los Últimos Días.
- Monumento a Pouvanaa.
- El Ayuntamiento.
- Mercado de Papeete (francés: Marché Papeete)

## Cultura
Papeete es mencionado en la canción "Southern Cross" por Crosby, Stills y Nash, también se menciona en las canciones "Somewhere Over China" de Jimmy Buffett, y "Una noche de verano caliente" de Chic.
Papeete fue lugar de rodaje en la innovadora película de surf de Bruce Brown The Endless Summer, como uno de los sitios de surf visitados por dos surfistas.
La playa de Papeete es apodada "entradas y salidas", porque la empinada orilla hace que las olas rompan en dos direcciones: hacia la playa y al mar.
Papeete es la ciudad donde comienza la novela "The Ebb Tide", de Robert Louis Stevenson.
El 20 de agosto de 1980 falleció en Papeete a los 41 años el famoso músico y cantante francés-estadounidense Joe Dassin.

## Galería fotográfica

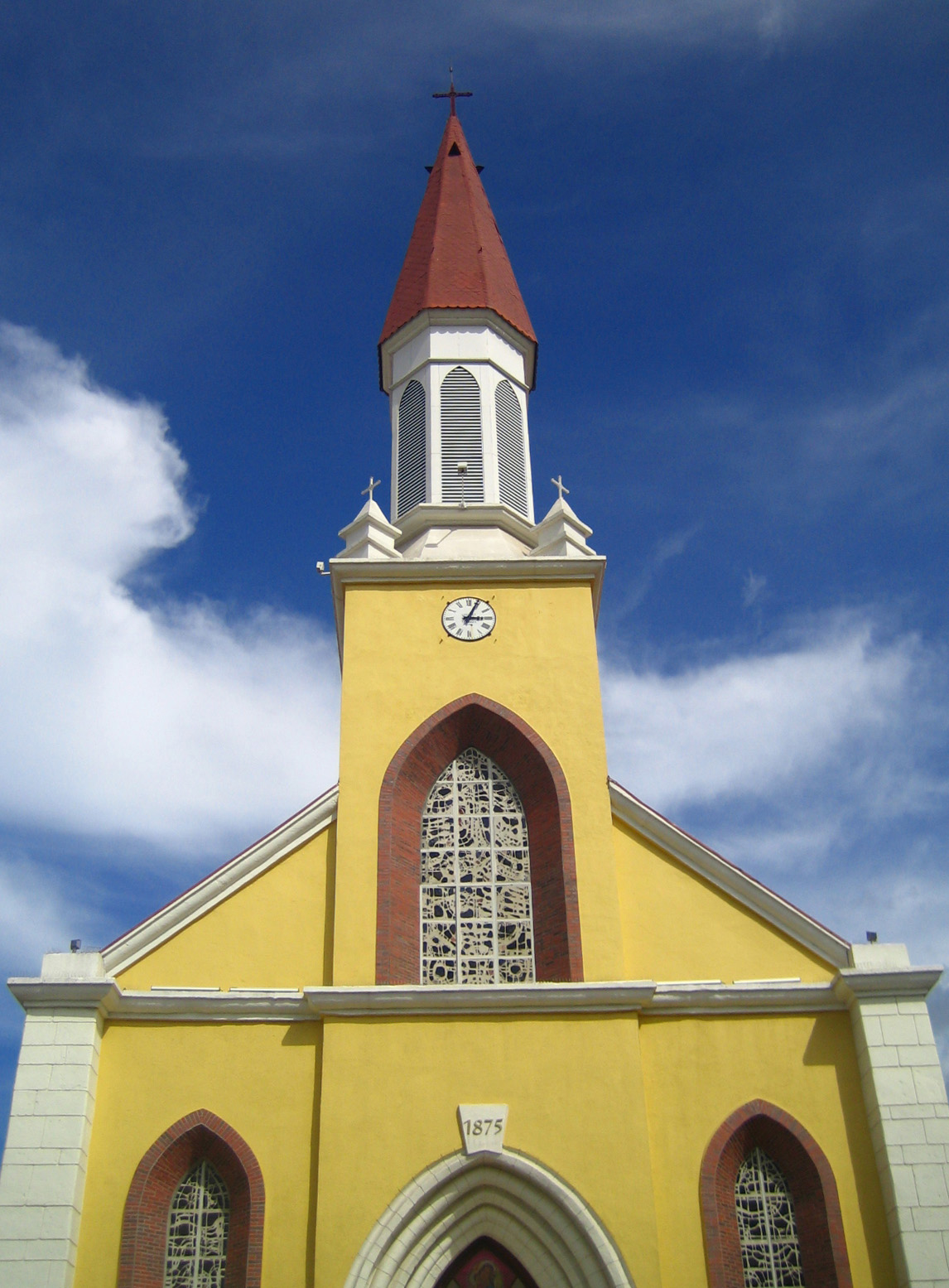
Catedral de Papeete.
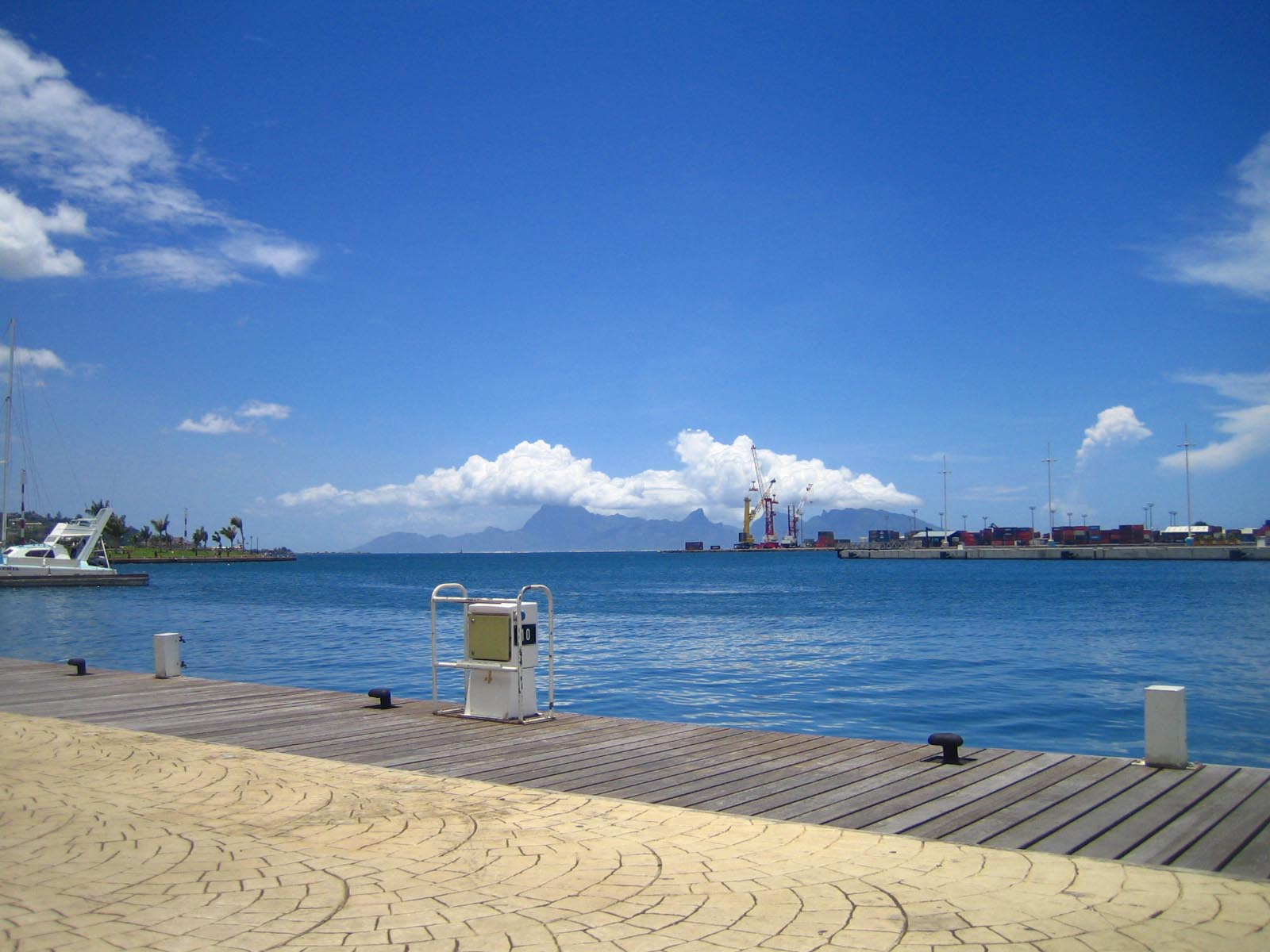
Puerto de Papeete.
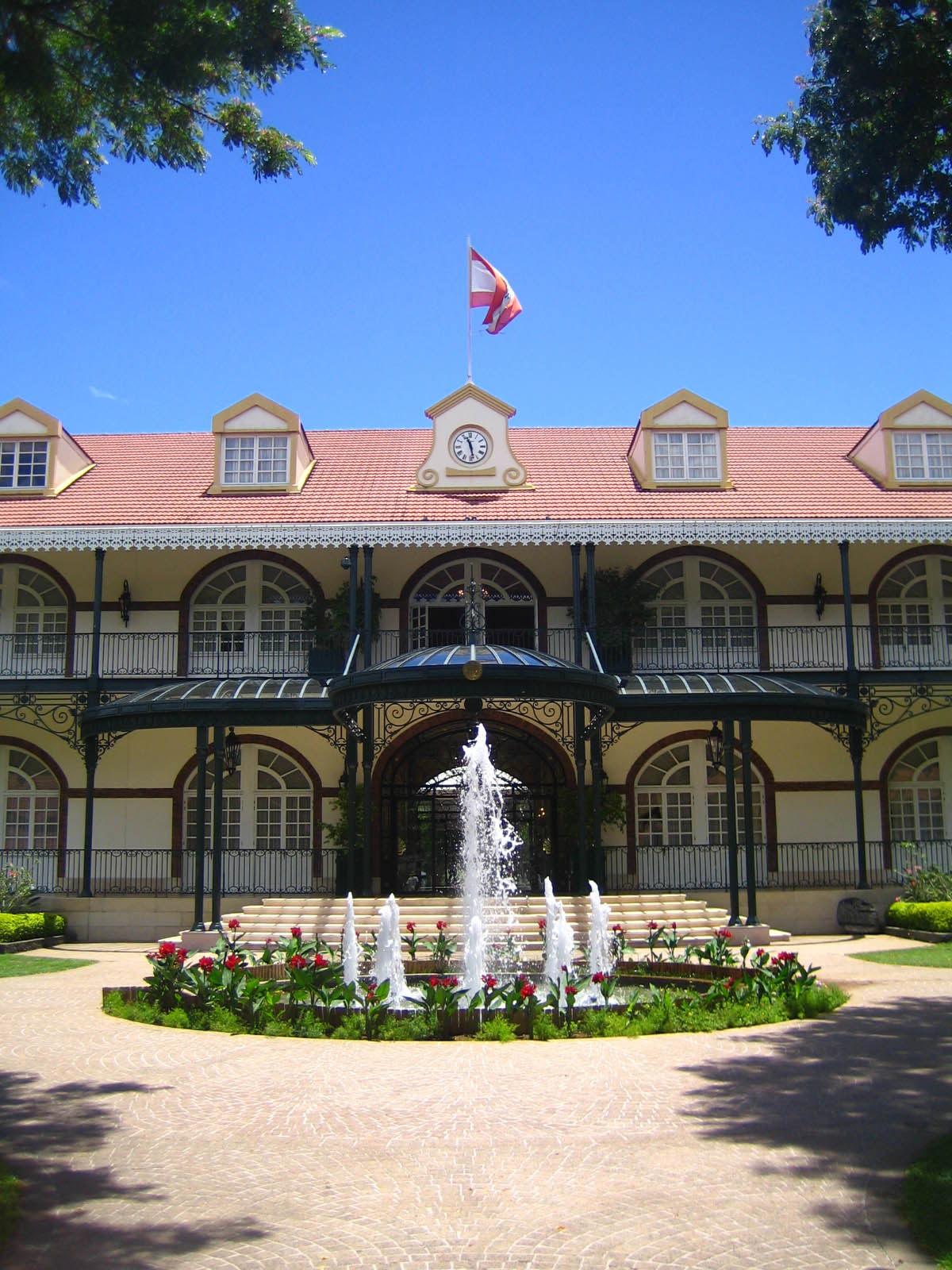
Palacio presidencial.
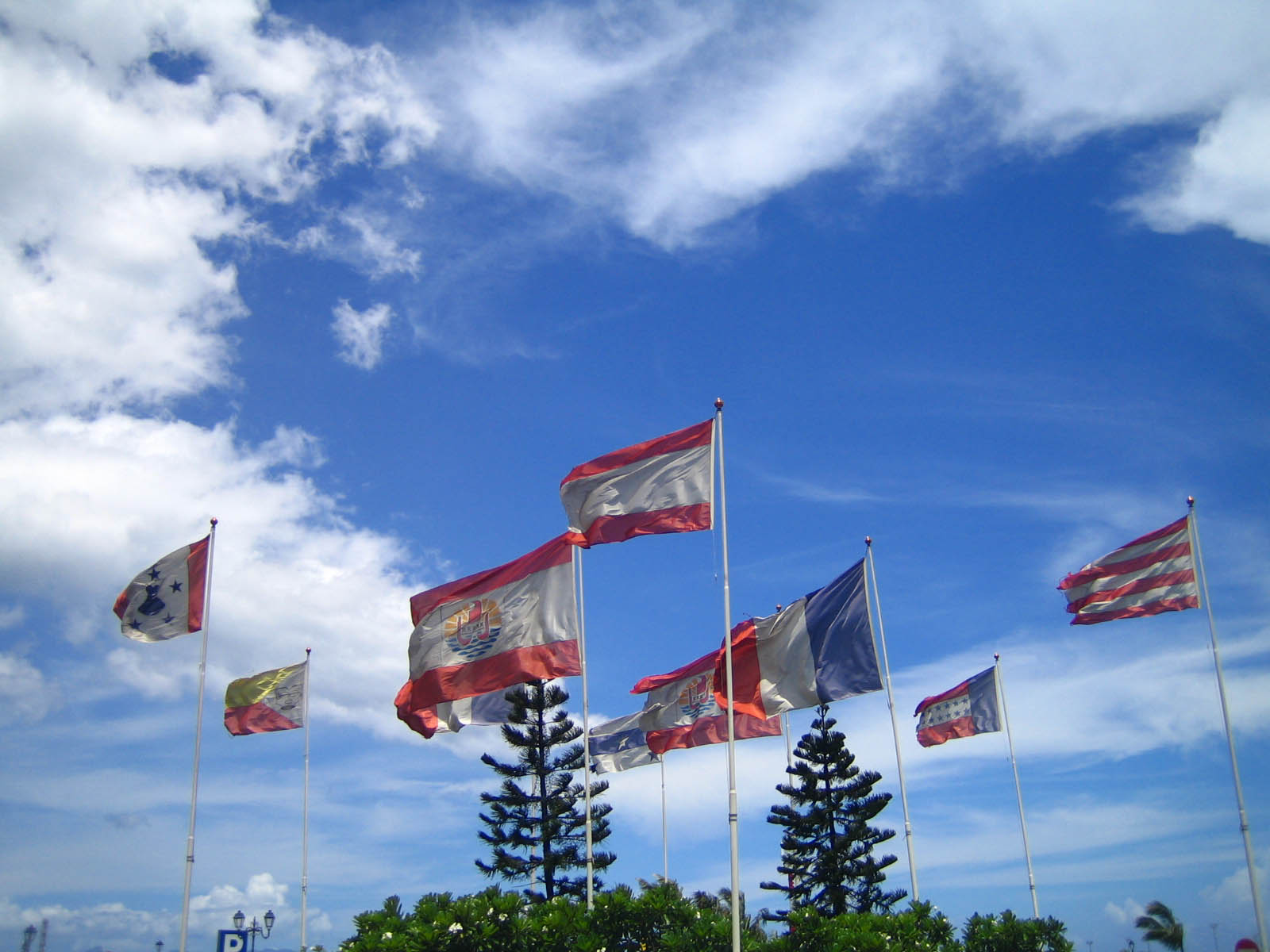
Banderas de los archipiélagos.
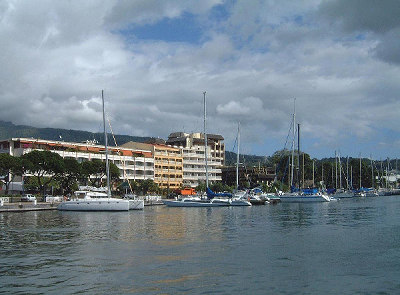
Muelles.
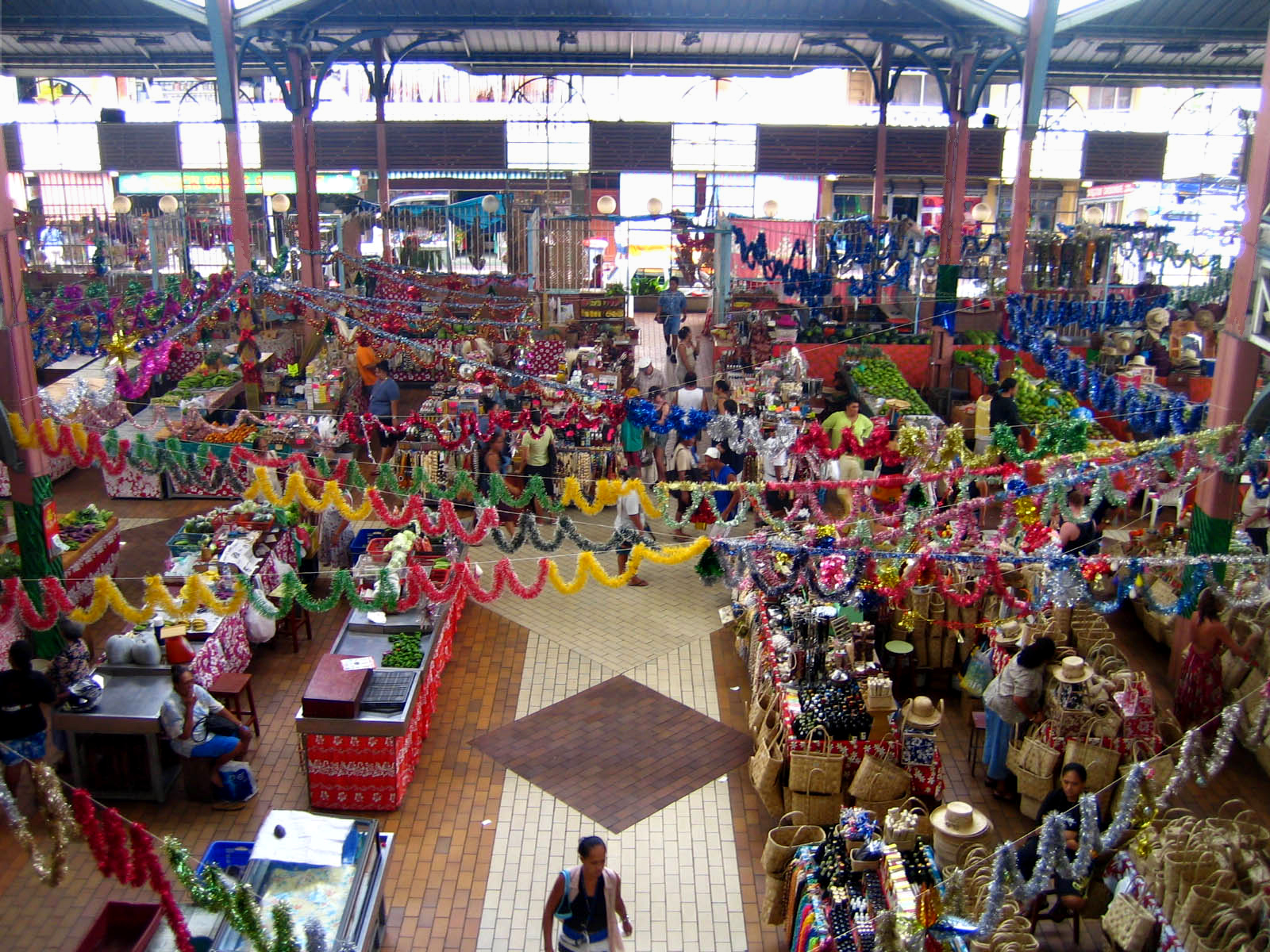
Mercado.
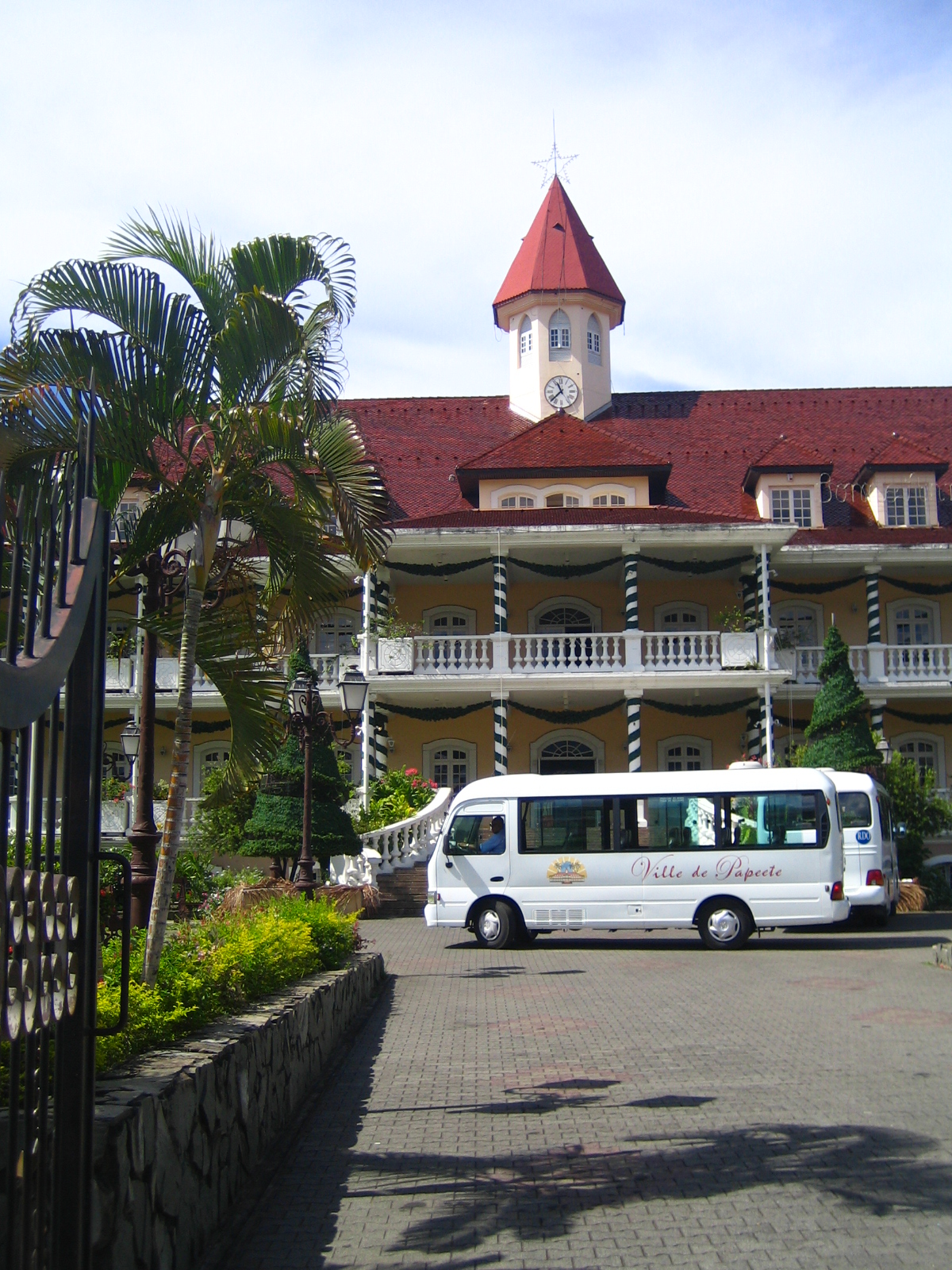
Ayuntamiento de Papeete.
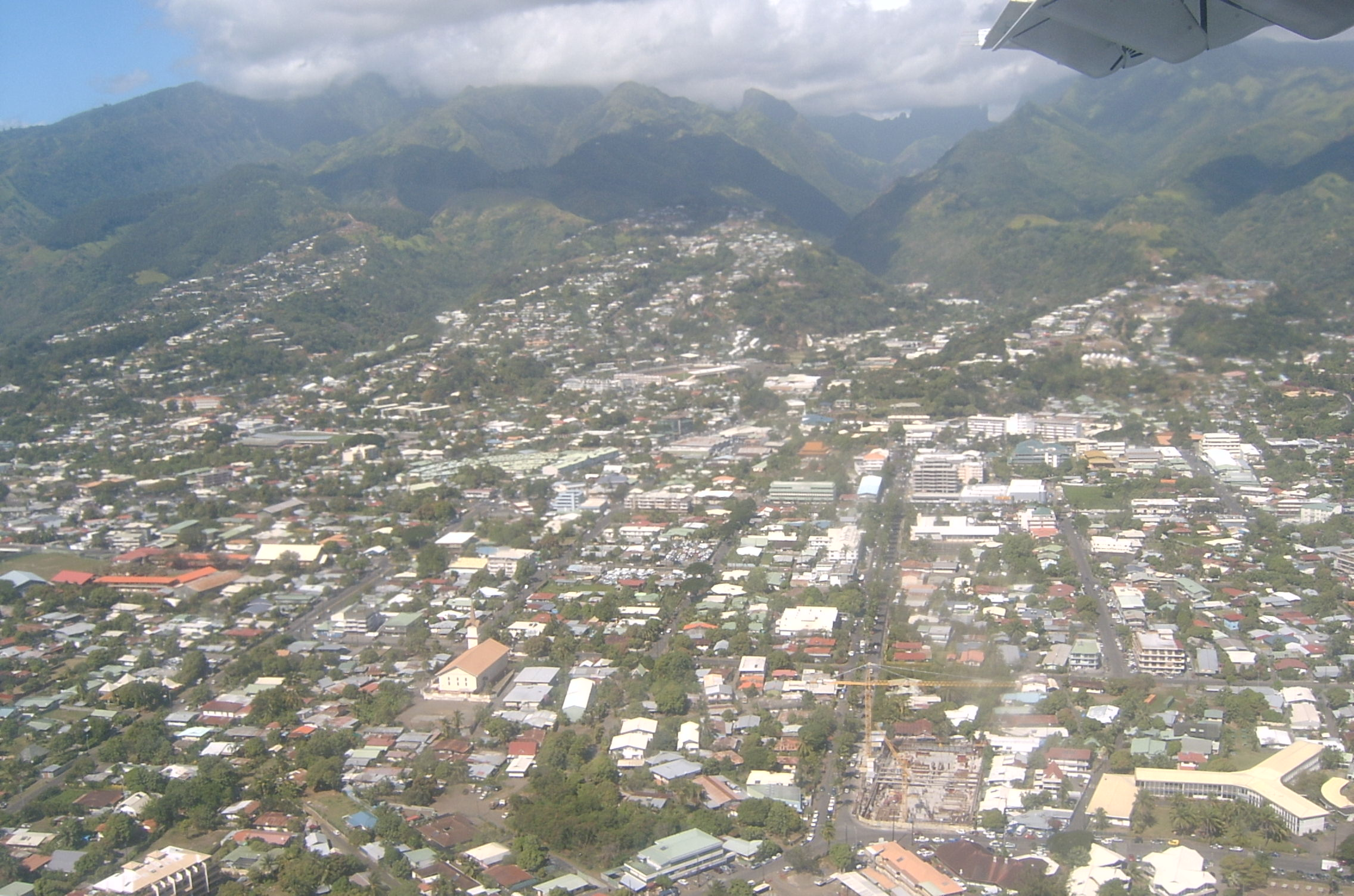
Panorámica de la ciudad.

## Ciudades hermanadas
- Ciudad Altamirano, México, 2011.
- Múnich, Alemania, 2016.